# 金光清右衛門
金光 清右衛門（かなみつ せいえもん、寛永15年（1638年） － 宝永7年8月（1710年））は、岡山藩士。金光安兵衛の子、金光太郎右衛門は祖父、金光与次郎は兄に当たる。
寛文2年（1662年）2月22日に池田光政に仕官し、三十俵三人扶持で山田弥太郎（300石のち350石、徒頭・大目付などを歴任）の組下となる。
翌寛文3年（1663年）4月1日、江戸御蔵奉行申付となり江戸へ赴任となる。その後は、各種役目を歴任しつつ国許と江戸を往復する日々が続いた。
延宝2年（1674年）1月9日、九俵壱人扶持加増。同年6月、馬見所厩長屋横目付となる。延宝3年（1675年）2月4日、蔵奉行。
延宝3年4月9日、京都大火災によって焼失した御所の禁裏作事（再建工事）のため、京都にて石方横目付として御所再建に尽力した。延宝4年（1676年）4月16日から翌延宝5年（1677年）まで京都と江戸を往復する日々が続いた。
延宝6年（1678年）7月9日、江戸より岡山に帰国。7月27日小姓組・さらに禁裏作事の功績により四拾七俵四人扶持に加増。
延宝7年（1679年）10月3日、銀札（藩札）方御銀奉行となり、天和元年（1681年）10月29日まで務めた。
天和2年（1682年）7月21日から24日まで牛窓（現・瀬戸内市）で朝鮮通信使の接待（朝鮮人御用）に務めていたことが確認される。
貞享元年（1684年）3月25日より江戸と国元を往復する日々が続き各種御用・役目を務めた。
行年72。死去までに度重なる加増で六十俵四人扶持（四公六民の税率で考えると150石分の価値がある）までになっている。
跡目は、子の市左衛門が相続した。